# Періана
Періана (ісп. Periana) — муніципалітет в Іспанії, у складі автономної спільноти Андалусія, у провінції Малага. Населення — 3602 особи (2010).
Муніципалітет розташований на відстані близько 390 км на південь від Мадрида, 30 км на північний схід від Малаги.

## Демографія
Динаміка населення (INE ):

## Галерея зображень

Розташування муніципалітету у провінції Малага